# Potravinářské barvivo

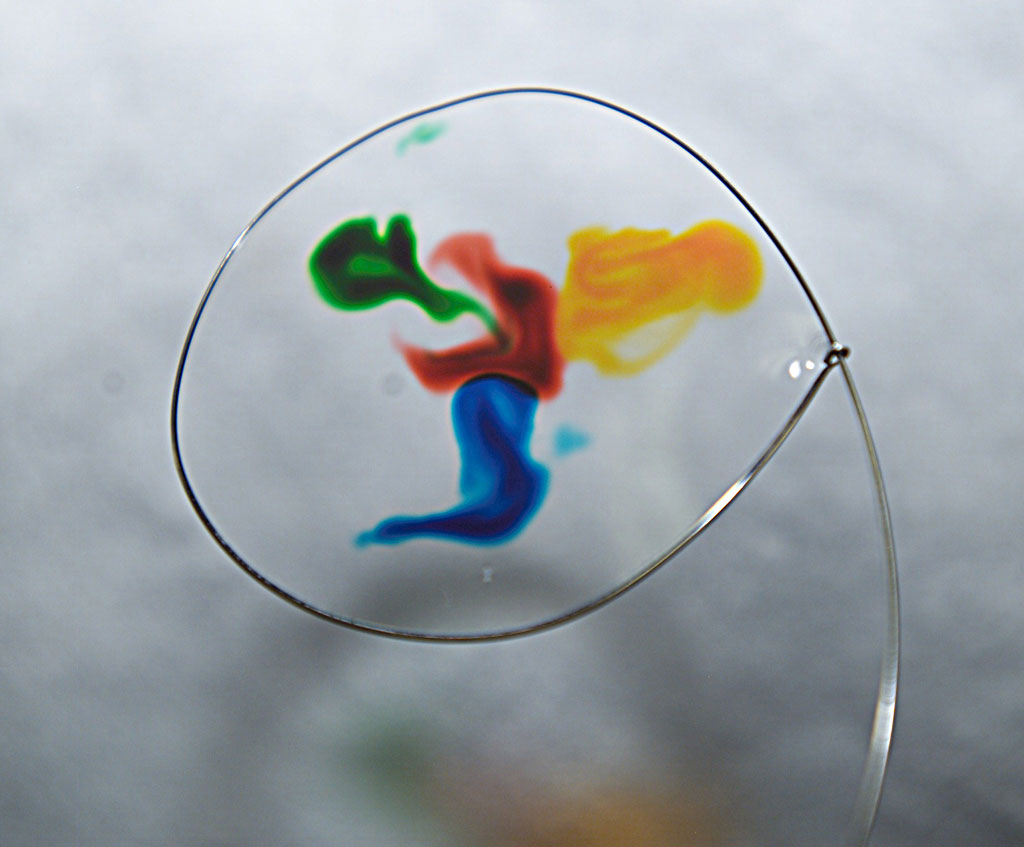
Potravinářská barviva na tenkém vodním filmu

Potravinářské barvivo (neboli jedlé barvivo, jedlé barvy) je barvivo, které se přidává do potravin pro zvýraznění barvy či chutě. Přítomnost těchto barviv musí být uvedena na obalu výrobku. Některá potravinářská barviva mají přírodní původ např. karotenoidy nebo chlorofyly.
V Evropské unii a zemích Evropského sdružení volného obchodu se při použití jako přídatná látka v potravinách označují čísly E 100 až E 180. 

## Použití
Použití je velice široké. Může se přidat do prakticky všech potravin (např. dorty, pomazánky atd.), nápojů (sirupy, limonády), ale velké využití má také pro tisk, nejčastěji na jedlý papír, čímž se dají vytvořit jedlé etikety, obrázky, fotky, loga, dekorace apod., které se poté dají přilepit (zapéct) na různé druhy potravin, hlavně na cukrářské výrobky nebo pečivo.
Užití potravinářských barviv se řídí hygienickými předpisy a příslušnými technickými normami. 
V České republice platí  vyhláška č. 4/2008 Sb., ze dne 3. ledna 2008, kterou se stanoví druhy a podmínky použití přídatných látek a extrakčních rozpouštědel při výrobě potravin. U barviv E110, E122, E124, E155 je nejvyšší povolené množství (NPM) 50mg/kg jednotlivě nebo v kombinaci.

## AZO FREE potravinářská barviva
Pokud nese výrobek označení AZO FREE nebo také zkratku AZ, znamená to, že neobsahuje barviva E102, E110, E122, E124, E129. Tyto látky mohou nepříznivě ovlivňovat činnost a pozornost dětí.[zdroj?]

## Přírodní potravinářská barviva
Především v tradičních kuchyních Asie je používána celá řada přírodních barviv rostlinného původu. Například intenzívní žluté barvivo se připravuje z kurkumy, světlice barvířské anebo z planého šafránu. Zelené barvivo z listů pandanu a ramie, červeň (na bázi karotenoidů) z červené řepy, líčidla, oreláníku nebo momordiky kočinčínské, fialové barvivo z odvaru z černé rýže, černé barvivo z plodů melastomy a modré barvivo z květů bobovité rostliny klitorie.